# Ascaphus
Ascaphus is een geslacht van kikkers dat behoort tot de familie staartkikkers (Ascaphidae). De groep werd voor het eerst wetenschappelijk beschreven door Leonhard Hess Stejneger in 1899.
Het geslacht werd lange tijd tot de familie Nieuw-Zeelandse oerkikkers (Leiopelmatidae) gerekend maar dit is achterhaald. Er zijn twee soorten die voorkomen in Noord-Amerika: in Canada en de Verenigde Staten.

## Voortplanting
Beide soorten bezitten een orgaan dat uniek is in de amfibieënwereld. Mannelijke staartkikkers hebben namelijk een staart-achtige uitstulping van de cloaca. Deze wordt tijdens de paring bij het vrouwtje ingebracht om zo het sperma efficiënter in te brengen. Het orgaan is een aanpassing die de paring vergemakkelijkt, deze vindt namelijk plaats in snelstromend water.

## Taxonomie
Geslacht Ascaphus
- Soort Ascaphus montanus
- Soort Ascaphus truei – Staartkikker